# Bastion
Bastion ([bastɪən], с англ. — «Оплот») — компьютерная игра в жанре action/RPG, разработанная американской компанией Supergiant Games и изданная Warner Bros. Interactive Entertainment.
Релиз игры состоялся 20 июля 2011 года в Xbox Live Arcade для Xbox 360, 16 августа 2011 года для цифровой дистрибуции на Microsoft Windows через Steam, а 13 сентября 2018 для Nintendo Switch. 31 мая 2012 вышла в наборе Humble Indie Bundle для Linux и Mac OS X.
Действие игры происходит в вымышленном мире, в котором, незадолго до начала событий игры, произошёл неизвестный катаклизм, поразивший большую часть мира. Малец (англ. The Kid), главный герой игры, после случившегося просыпается в неизвестном ему месте и начинает путь к Бастиону — месту в городе, которое должно было уцелеть. Там он встречает спасшегося Рукса (англ. Rucks, The Stranger), от лица которого ведётся повествование. Рукс рассказывает Мальцу о том, что Бастион разрушен, и для его восстановления требуется найти Ядра.
Релиз Bastion стал успешным дебютом для Supergiant Games. Игра получила признание среди критиков и игроков. Наибольшее восхищение вызвали музыкальное сопровождение и повествование, за которые команда разработчиков и композитор получили множество наград и побед в номинациях.

## Игровой процесс
Bastion выполнена в жанре изометрического экшена с элементами ролевой игры: с уровневой структурой и локациями в виде «летающих островов». Оригинальным образом сформированы игровые локации — поверхность появляется прямо перед игроком по мере его движения. Локации, через которые путешествует протагонист, представляют собой разрушенные города, джунгли, болота, вулканы и айсберги. По мере прогресса игровой персонаж становится сильнее, находя новое и совершенствуя уже приобретенное оружие, а также повышая максимальное количество здоровья при получении нового уровня. Цель прохождения каждой локации — поиск специальных предметов, позволяющих восстановить и улучшить Бастион — возможно, единственный из уцелевших городов после неизвестной катастрофы.
После прохождения очередной локации игрок перемещается обратно в Бастион, где может потратить приобретенные в боях «фрагменты» (игровую валюту) на улучшение оружия или на покупку предметов, усиливающих некоторые умения и способности. Под восстановлением Бастиона подразумевается постройка и улучшение таких зданий как оружейная, кузня, бюро находок (магазин, в котором можно купить пропущенные на предыдущих уровнях предметы и улучшения), мемориал, где можно выполнить испытания и получить награду в виде «фрагментов», винокурня — лавка со специальными настойками, дающими главному герою дополнительные бонусы, и святилище — храм идолов, в котором игрок может повысить сложность, усилив вражеских существ.
Кроме основных уровней, связанных с сюжетной линией, игрок может проходить различные испытания, в которых он должен проявить способности во владении найденным ранее оружием. Каждое испытание рассчитано под определённое уникальное оружие. Например, испытание для молота состоит в том, чтобы как можно быстрее разбить определённое количество предметов на уровне. Другое испытание для Лука сплетников (англ. Breaker's Bow) требует уничтожения нескольких целей минимальным количеством выстрелов. Для каждого оружия предусмотрена своя локация-испытание.
Помимо специальных испытаний для оружия, в Bastion присутствуют испытания игрока на выносливость — путешествия в локации под названием «Неизвестно где» (англ. Who Knows Where), куда игрок может переместиться выбрав один из четырёх предметов в Бастионе, отыскиваемых по мере прохождения сюжетной линии. Смысл испытаний — выживание игрока на протяжении всех последовательных волн врагов. За каждые две волны игрок получает определённое количество «фрагментов» и опыт. Каждый предмет относит игрока в разные места с разными монстрами. Во время прохождения закадровый голос рассказчика повествует историю персонажей, которых Малец встречает во время своих странствий.
В игре имеется уникальная особенность, которую разработчики назвали «динамическим повествованием». Рукс, пожилой мужчина, озвученный Логаном Каннингемом (англ. Logan Cunningham), выступает в роли рассказчика. Помимо рассказа истории он остроумно комментирует действия игрока и стиль его игры — например, ошибки или выбор оружия, которым пользуется игрок (одновременно можно использовать только два оружия и один секретный навык). Версия игры, распространяемая через Steam, отличается наличием нового секретного навыка и уникального достижения, являющихся отсылкой к игре Portal 2. Этот навык позволяет создать портал, через который на локацию попадает дружественная игроку турель из игры Portal.

## Содержание

### Сеттинг
Игра начинается сразу после Катастрофы (англ. Calamity) — глобального катаклизма, который поразил большую часть мира и изменил его обитателей. Игрок играет за Мальца (англ. The Kid), молчаливого протагониста, который является одним из немногих выживших. Карта мира разделена на три зоны, в которых предстоит побывать игроку: руины Цейлондии (англ. Caelondia), Неизведанные дебри (англ. Wild Unknown), страну Ура (англ. Ura).

### Сюжет
Малец, проснувшись в неизвестном ему месте, понимает, что всё вокруг непоправимо изменилось, после чего он прорывается с боем в место под названием Бастион, где встречает ещё одного выжившего — пожилого человека, голос которого сопровождает игрока, озвучивая буквально все события игры. Этот человек, Рукс (англ. Rucks, The Stranger), рассказывает, что они могут отстроить старый Бастион — последний безопасный островок мира. И мальчишка отправляется на поиски нужных материалов, по пути узнавая детали произошедшего.
По мере нахождения частиц для восстановления Бастиона, Малец встречает сначала Зулфа (англ. Zulf, The Survivor), а затем певицу Зию (англ. Zia, The Singer), которые являются представителями нации Ура, воевавшей когда-то с Цейлондией. Вместе с Зией, герой находит и дневник её отца Венна (англ. Venn), который, однако, прочитать может только Зулф, так как он единственный из них, кто владеет языком ура.
Возвращаясь с последней частицей для восстановления, Ядром (англ. Core), Малец обнаруживает, что Зулф сбежал, предварительно повредив Монумент (англ. Monument), сердце Бастиона, узнав из дневника тайну Катастрофы. У нашего героя не остаётся выбора, кроме как отправиться за Осколками (англ. Shard), с помощью которых возможно восстановить Монумент. Путь Мальца пролегает через Неизведанные дебри, где в конце концов он находит предпоследний осколок, а вместе с ним и Зулфа. Тот предупреждает его, что Бастион в осаде, и возвращаться не стоит. Малец не слушает его, хватает осколок и мчится спасать своих друзей. Отбив атаку, Малец обнаруживает, что Зию похитили, а Рукс рассказывает полную историю произошедшего.
Проект, который привёл к Катастрофе, изначально разработанный в Цейлондии, был направлен против Ура. Планировалось закрыть все входы и выходы в подземных Терминалах Тазала (англ. Tazal Terminals), родине Ура, тем самым, замуровав всех внутри. Над проектом также работал и Венн, отец Зии, блестящий учёный, у которого, однако, были свои планы. Будучи Ура по рождению, он саботировал проект, когда ему было приказано начать его исполнение. Зулф, узнав всё это, решил отомстить, заручившись поддержкой оставшихся в живых воинов своей нации.
Малец отправляется в земли Ура, чтобы найти Зию и последний осколок. Спустя 7 дней странствий он спасает девушку, которую, однако, вовсе не похищали. По её словам, она пыталась образумить Зулфа и его последователей, но ей это не удалось. По словам Рукса, она хотела посмотреть, пойдёт ли Малец за ней, и что он сделает с её же сородичами.
Финальный уровень находится в замёрзших Терминалах Тазала, где Малец громит целое поселение Ура. Там он находит и осколок, и Зулфа, раненого своими же за то, что привёл к ним Мальца. У героя есть выбор: либо бросить его в снегах, либо тащить на себе, тем самым, лишившись оружия и приняв на себя удар оставшихся Ура.
Вернувшись в Бастион и полностью восстановив его, игрок встаёт перед очередным выбором. Рукс предлагает вернуться назад во времени, до катаклизма, в надежде на то, что ничего этого не случится, но при этом герои всё забудут. Зия же предлагает оставить всё как есть, так как лучшие моменты в её жизни были именно после Катастрофы, а не до, и собрать всех выживших, отправившись на поиски новых земель.

## Разработка
| Системные требования | Системные требования                                      | Системные требования                                      |
| -------------------- | --------------------------------------------------------- | --------------------------------------------------------- |
|                      | Рекомендации                                              |                                                           |
| Microsoft Windows    |                                                           |                                                           |
| ОС                   | Windows XP, Windows Vista, Windows 7                      | Windows XP, Windows Vista, Windows 7                      |
| ЦПУ                  | двухъядерный процессор с частотой 1,7 ГГц и выше          | двухъядерный процессор с частотой 1,7 ГГц и выше          |
| Объём ОЗУ            | 2 ГБ                                                      | 2 ГБ                                                      |
| Место на диске       | 1 ГБ свободного дискового пространства                    | 1 ГБ свободного дискового пространства                    |
| Видеокарта           | 512 МБ видеопамяти; поддержка DirectX 9.0c и шейдеров 2.0 | 512 МБ видеопамяти; поддержка DirectX 9.0c и шейдеров 2.0 |
| Звуковая плата       | совместимая с DirectX 9.0c                                | совместимая с DirectX 9.0c                                |
| Mac OS               |                                                           |                                                           |
| ОС                   | Leopard 10.5.8, Snow Leopard 10.6.3 и выше                | Leopard 10.5.8, Snow Leopard 10.6.3 и выше                |
| ЦПУ                  | двухъядерный процессор с частотой 1,7 ГГц и выше          | двухъядерный процессор с частотой 1,7 ГГц и выше          |
| Объём ОЗУ            | 2 ГБ                                                      | 2 ГБ                                                      |
| Место на диске       | 1,5 ГБ свободного дискового пространства                  | 1,5 ГБ свободного дискового пространства                  |
| Видеокарта           | 256 МБ видеопамяти; поддержка OpenGL 2.0                  | 256 МБ видеопамяти; поддержка OpenGL 2.0                  |
| Linux                |                                                           |                                                           |
| ЦПУ                  | двухъядерный процессор с частотой 1,7 ГГц и выше          | двухъядерный процессор с частотой 1,7 ГГц и выше          |
| Объём ОЗУ            | 2 ГБ                                                      | 2 ГБ                                                      |
| Видеокарта           | 512 МБ видеопамяти;                                       | 512 МБ видеопамяти;                                       |

Bastion — дебютная игра американской компании-разработчика игр Supergiant Games, в которой в то время работало семь человек. Руководителем команды выступил Амир Рао, а Грег Касавин написал текст повествования, озвученный Логаном Каннингемом. За художественное оформление и визуальный стиль отвечала художница Джен Зи, Гэвин Симон занялся игровым процессом. Саундтрек игры написан Дарреном Корбом. Соучредители компании Рао и Симон ранее работали в Electronic Arts, где участвовали в разработки таких игр как Command & Conquer 3 и Red Alert 3. Позднее оба решили уйти из компании, желая собственноручно разрабатывать игры, в которых бы применялись их идеи. Разработка игры Bastion началась в сентябре 2009 года и заняла около двух лет, причём финансированием занимались сами же сотрудники компании. Большая часть команды работала в обычном доме в Сан-Хосе, а саундтрек и повествование были записаны в Нью-Йорке. Некоторые разработчики вообще не встречались с Логаном, озвучившим повествователя Рукса, до самого релиза. Первые девять месяцев разработки команда только собирала идеи, прежде чем остановиться на конечном варианте дизайна.

### Геймдизайн
Первоначальной идеей было создание типичного для ролевых игр города. Обилие разломов и трещин в земле обусловлено желанием разработчиков показать небо, так как обычно в изометрических играх камера всегда направлена на поверхность. Также они хотели отказаться от системы карт локаций, поэтому земля как бы выстраивается на пути у игрока, чтобы указывать на то, где игрок был, а где не был. Произошедшая до событий игры Катастрофа объясняла эту особенность мира. Джен Зи разработала художественный стиль игры, выражающий «противоречивую красоту в пейзаже постапокалиптического мира». Стиль ручной рисовки всех деталей смягчал резкость, которую она видела в других играх с изометрической графикой. Джен вдохновлялась ландшафтами более ранних японских изометрических игр, нарисованных в пиксельном стиле. Игра богата насыщенными красками, что, как объясняет Рао, способствует привнесению в дизайн игры ощущения чуда, что в обычном случае слабо сочеталось бы с пост-апокалиптической обстановкой. Разработчики преследовали цель заставить игрока прочувствовать всю противоречивость разрушенного мира, в котором ещё остались яркие краски.
Несмотря на то, что игра полностью двухмерна, все спрайты базируются на ранее созданной трёхмерной модели с нарисованными вручную текстурами. Разработчики прибегли к данному способу из-за ограниченных ресурсов: над моделями персонажей работал один человек, который физически не мог нарисовать все спрайты вручную. Использование 2D графики было изначальным решением, так как, по мнению разработчиков, с помощью трехмерной графики они бы не смогли передать нужную картинку. Главный персонаж игры, Малец, намеренно сделан молодым юношей, которого можно спутать с ребёнком, «что придаёт его образу больше чуткости и естественности». Это, по словам разработчика, избавляет от мысли, что главной целью Мальца является желание «набить врагу морду».
Одним из ключевых моментов игры является наличие окаменелых человеческих останков, которые можно обнаружить почти на всех начальных локациях. При разрушении окаменелости рассказчик может рассказать историю этого человека, что добавляет в игру «мрачности и ощущение потери». Во многом эти статуи, как говорит Рао, определяют основную концепцию игры — ощущение потери старого мира, а разрушение останков остаётся на усмотрении игрока. Его действия никак не осуждаются рассказчиком. «Моральный выбор» в конце игры обусловлен желанием разработчиков удивить игрока сложным решением, от которого зависит концовка игры и конечное восприятие игроком самой концепции мира и отношения к нему. Подобное решение принято не из-за желания искусственно увеличить количество вариантов конца, как утверждает Рао, а подчеркнуть финальную часть игры, которая составит окончательное впечатление игрока.

### Повествование
Наличие рассказчика в игре задумывалось изначально, так как это избавляло игрока от надобности читать много текста и ждать завершения роликов, которые только замедляли бы темп игры. Но для ещё большей динамичности повествования и, собственно, игры рассказчик чаще использует «яркие, короткие предложения с выдержанной паузой между фразами». Рассказчик, по словам Касавина, должен вызвать у игрока ощущение «старого знакомого», который изредка комментирует малые или значимые действия. Касавин стремился вызвать чувство непосредственной причастности к истории, создаваемую игроком и пересказываемую рассказчиком.

### Саундтрек
Саундтрек к игре написан и спродюсирован американским композитором Дарреном Корбом, которого Рао знал с детства. Ранее Даррен работал в небольших телевизионных шоу, и написание саундтрека к Bastion стало его первым опытом. Работа над музыкой велась с самого начала разработки игры. Некоторые композиции были написаны ещё до окончания разработки соответствующих локаций в игре. Жанр саундтрека был определён как «акустическая музыка на границе с трип-хопом», что должно было напомнить о диком западе в декорациях экзотического фэнтези. В песнях Даррен комбинировал сильные ударные партии наряду с акустическими, желая создать то, чего раньше никогда не слышал в игровых саундтреках. Вся музыка и более двух тысяч фраз Логана Каннингема были записаны Дарреном в чулане в его Нью-Йоркской квартире.
Также Даррен Корб написал тексты для четырёх песен: «Build That Wall», «Mother, I’m Here», «Setting Sail, Coming Home» и «What’s Left Undone». В первой композиции вокальную партию исполняет Эшли Барретт, во второй сам Даррен, а в третьей тексты предыдущих песен совмещаются под новое инструментальное сопровождение. В композиции «What’s Left Undone» присутствует голос Логана. Изначально Supergiant Games не планировали выпускать полноценный саундтрек отдельно, но из-за популярности музыки среди фанатов 5 августа 2011 саундтрек вышел в цифровом формате, с двумя песнями, отсутствующими в игре — «Get Used to It» и «The Pantheon (Ain’t Gonna Catch You)». Первая написана Грегом Касавиным, а вторая Дарреном, в обоих звучит вокал Каннингема. 2 сентября 2011 года в продажу поступило издание, выпущенное ограниченным тиражом, с автографом самого композитора Даррена Корба. По состоянию на ноябрь 2011 года было продано около 30 000 копий альбома. 15 марта 2012 Supergiant Games выпустила сборник нот для фортепиано и гитары к композициям «Build That Wall», «Mother, I’m Here», «Setting Sail, Coming Home», и «The Pantheon (Ain’t Gonna Catch You)» для бесплатного распространения в интернет-магазине.
| №   | Название                                | Вокал                          | Длительность |
| --- | --------------------------------------- | ------------------------------ | ------------ |
| 1.  | «Get Used to It»                        | Logan Cunningham               | 0:54         |
| 2.  | «A Proper Story»                        |                                | 1:09         |
| 3.  | «In Case of Trouble»                    |                                | 2:56         |
| 4.  | «Bynn the Breaker»                      |                                | 4:09         |
| 5.  | «The Sole Regret»                       |                                | 2:27         |
| 6.  | «Twisted Streets»                       |                                | 3:29         |
| 7.  | «Terminal March»                        |                                | 2:06         |
| 8.  | «Percy's Escape»                        |                                | 1:41         |
| 9.  | «Faith of Jevel»                        |                                | 2:37         |
| 10. | «Mine, Windbag, Mine»                   |                                | 3:06         |
| 11. | «Slinger's Song»                        |                                | 4:06         |
| 12. | «Build That Wall (Zia's Theme)»         | Ashley Barrett                 | 2:45         |
| 13. | «Spike in a Rail»                       |                                | 2:54         |
| 14. | «What's Left Undone»                    | Logan Cunningham               | 0:22         |
| 15. | «Brusher Patrol»                        |                                | 4:32         |
| 16. | «The Mancer's Dilemma»                  |                                | 2:01         |
| 17. | «Mother, I'm Here (Zulf's Theme)»       | Darren Korb                    | 2:16         |
| 18. | «Pale Watchers»                         |                                | 4:28         |
| 19. | «The Bottom Feeders»                    |                                | 4:44         |
| 20. | «From Wharf to Wilds»                   |                                | 1:21         |
| 21. | «Setting Sail, Coming Home (End Theme)» | Ashley Barrett and Darren Korb | 2:54         |
| 22. | «The Pantheon (Ain't Gonna Catch You)»  | Logan Cunningham               | 2:27         |

### Релиз
О процессе разработки игры поэтапно рассказывалось в ежемесячно выходивших с октября 2010 по май 2011 года видеотчётах. Supergigant Games, совместно с бывшими коллегами Касавина — сотрудниками GameSpot, на ресурсе Giant Bomb, рассказали о своей работе и предоставили ранние концепты игры.
Первое признание Bastion получила во время предварительного показа бета-версии игры на Game Developers Conference в 2010 году. А в сентябре того же года, после завершения разработки, игра повторила успех на Penny Arcade Expo. После удачного выступления на Game Developers Conference в 2011 году Warner Bros. подписали договор с Supergiant Games, по которому Warner Bros. выступают в роли издателя игры. Релиз игры состоялся 20 июля 2011 года на консоли Xbox360 в сервисе цифровой дистрибуции Xbox Live Arcade, а позднее, 16 августа, на Windows в Steam. Также была выпущена браузерная версия игры для Google Chrome 9 декабря того же года. Версия для Mac OS X стала доступна 26 апреля 2012 года в Mac App Store вместе с обновлением SteamPlay для Mac OS X и Windows. 30 августа состоялся релиз игры на iOS. К маю 2014 года было продано около 2,3 миллиона копий игры на всех платформах. Летом 2018 года, благодаря уязвимости в защите Steam Web API, стало известно, что точное количество пользователей сервиса Steam, которые играли в игру хотя бы один раз, составляет 2 577 876 человек.

## Критика
| Сводный рейтинг       | Сводный рейтинг                        |
| Агрегатор             | Оценка                                 |
| --------------------- | -------------------------------------- |
| GameRankings          | ПК: 90,36 % X360: 87,26 % PS4: 89,73 % |
| Metacritic            | 86/100                                 |
| Иноязычные издания    |                                        |
| Издание               | Оценка                                 |
| 1UP.com               | A−                                     |
| Edge                  | 9/10                                   |
| Eurogamer             | 8/10                                   |
| Game Informer         | 9,25/10                                |
| GamePro               | [ 40 ]                                 |
| GameSpot              | 8,5/10                                 |
| GameSpy               | 4/5                                    |
| IGN                   | 9/10                                   |
| Русскоязычные издания |                                        |
| Издание               | Оценка                                 |
| Absolute Games        | 9/10                                   |
| «Игромания»           | 8/10                                   |
| «Канобу»              | 9,5/10                                 |

### Зарубежная пресса
Bastion показала внушительные результаты по продажам и получила высокие рейтинги от игровых критиков. На протяжении 2011 года было продано около 500 000 копий всего и 200 000 в Xbox Live Arcade. В марте 2013 года креативный директор студии Грег Касавин заявил, что суммарно на всех платформах продано более 1,7 миллиона копий игры. По состоянию на май 2014 года было продано около 2 миллионов копий. Боб Макки из 1UP.com назвал игру «идеальным сплетением компьютерной игры и книжной истории», а Мак-Кинли Нобл, журналист компании GamePro, сказал, что игра входит в разряд тех игр, которые задают планку в визуальном и повествовательном направлениях. Максвелл Макги из GameSpot отозвался об игре как об удивительном изделии, которое дает возможность приятно провести время. Сотрудник журнала IGN Грег Миллер пришёл к выводу, что «Bastion удивителен в своём роде, а игроки обязаны потратить своё время и деньги ради этой игры».
Первые презентации игры, а в особенности повествовательная часть показанного геймплея, были положительно встречены публикой и критиками. Макки выразил мнение, что «только лишь оформления игры хватит для обеспечения успешных продаж, учитывая подобное внимание к графике, музыке и истории». Сотрудники журнала Edge отметили, что одно только повествование добавило «эмоциональный резонанс», а Том Брамвелл из Eurogamer похвалил «ослепительные» визуальные эффекты и остроумные комментарии рассказчика. Мэтт Миллер из Game Informer особо оценил «хорошо написанный» сценарий повествования, «отличную» музыку и яркие визуальные эффекты, «которые дают игроку ощущение присутствия в неком рассказе, подвластном вам же». Из всех высоко оценённых элементов игры наименьшую похвалу получил сюжет игры, однако рецензент Мак-Кинли Нобл заявил, что «сюжет тем лучше, чем глубже вы в него погружаетесь». Представителем другой точки зрения является Райан Скотт, который высказался о сюжете как чём-то, что лишь имеет видимость существования, а Грег Миллер посчитал, что могло бы быть и лучше, и что ни одно место его не зацепило.
Игровой процесс игры имел намного более смешанные отзывы среди рецензентов. Макки похвалил различные элементы игрового процесса и сказал, что боевая система имеет «обманчивую видимость глубины», но Брамвелл чувствовал, что игра не приветствует экспериментов в геймплее, чем был несколько разочарован. Рецензенты Edge были удивлены тем, что геймплей игры больше заинтересовывает своим разнообразием, а не сложностью, которую многие хвалили. Мэтт Миллер заявил, что бои веселые, хотя он чувствовал, что не хватает глубины, скорости и настоящей сложности боев. Грег Миллер отметил разнообразие геймплея как лучшую часть игры, а Скотт назвал это приятным, хотя и недостаточно сложным.

### Российская пресса
В рецензии интернет-портала «Absolute Games» в первую очередь положительные отзывы получили рассказчик и саундтрек игры — «но выключите колонки — и атмосфера никуда не исчезнет», поскольку обусловлено «яркой, цветастой, живой картинкой», отмечает рецензент. Подчеркивается работа художников над деталями игры и разнообразие созданных локаций, благодаря чему «за 10 часов глаза не сомкнутся от скуки». «Kanobu.ru» в своём обзоре акцентировали на том, что Bastion доказывает ненадобность «графики последнего поколения», «безумно правдоподобной физики» или «эпического саундтрека», чтобы создать, как говорится в рецензии, отличную игру. Одним из немногих минусов игры отмечается, согласно рецензии Ильи Яновича из «Игромании», вялость происходящего, что обусловлено «музыкой, вводящей в транс» и будто бы приглушенными эффектами даже во время сражения. Но ясность в происходящее вносит вездесущий рассказчик, положительной оценённый в рецензии. Bastion, по словам Яновича, выделяется среди других RPG игр тем, что разработчики отошли от стандартных принципов создания ролевых игр и придумали «что-то неординарное». Денис Давыдов, рецензент игрового интернет-ресурса «Игромания.ру», назвал игру «маленьким шедевром мирового значения», которая, как говорится в рецензии, несмотря на отсутствие глубоких идей, «стучится в самое нутро играющего — через музыку, через голос рассказчика».

### Награды
Bastion была номинирована в разных категориях до и после релиза. Впервые игра победила сразу в двух номинациях за выдающиеся достижения в области изобразительного искусства и аудиосопровождения в компьютерных играх на мероприятии Independent Games Festival в 2011 году. Следующую награду до релиза игра получила на E3 2011 в категории «Лучшая скачиваемая игра», где она также номинировалась в категории «Лучшая оригинальная игра». Уже после релиза игра была номинирована в 2011 году как «Лучшая независимая игра» на Spike Video Game Awards, но выиграла в номинациях «Лучшая музыка» и «Лучшая загружаемая игра». Песня «Build That Wall (Zia’s Theme)» выиграла награду как «Лучшая песня», а «Setting Sail, Coming Home (End Theme)» была номинирована в той же категории. Академия интерактивных искусств и наук признала игру первой в списке загружаемых, а также номинировала её в категории за выдающиеся инновации в игровой индустрии.
Игровой интернет-журнал 1UP.com признал игру лучшей в области повествования и вручил соответствующую награду, а Game Informer присвоил игре статус «Лучшего RPG инноватора» за повествовательную часть игры. От GameSpot Bastion получила награду за песню «Build That Wall (Zia’s Theme)», признанную лучшей в 2011 году, а также — приз читательских симпатий в области загружаемых консольных игр. IGN назвали игру «Лучшей Xbox Live Arcade игрой 2011 года», а RPGamer вручил награду как «Лучшей ролевой игре года». Official Xbox Magazine вручил разработчикам награду за «Лучшую музыку» и номинировали в категории «Лучшая художественная работа», «Лучшая ролевая игра» и «XBLA игра года». Также игра получила награду в категории «Лучшее Аудио в казуальной/инди/социальной игре» от Game Audio Network Guild, а Даррен Корб был признан лучшим дебютантом года. В 2012 году на Game Developers Conference игра победила в категориях «Лучшее аудио», «Лучшее повествование» и «Лучшая загружаемая игра». Supergiant Games выиграли награду «Лучший дебют года».